# Antifílippoi
Antifílippoi (Antifilippoi) är en ort i Grekland.   Den ligger i prefekturen Nomós Kaválas och regionen Östra Makedonien och Thrakien, i den nordöstra delen av landet, 300 km norr om huvudstaden Aten. Antifílippoi ligger 88 meter över havet och antalet invånare är 869.
Terrängen runt Antifílippoi är varierad. Runt Antifílippoi är det ganska glesbefolkat, med 47 invånare per kvadratkilometer. Närmaste större samhälle är Kavála, 16,4 km öster om Antifílippoi. I omgivningarna runt Antifílippoi växer i huvudsak blandskog.